# Ваља Сеака (Сату Маре)
Ваља Сеака (рум. Valea Seacă) насеље је у Румунији у округу Сату Маре у општини Тарна Маре. Oпштина се налази на надморској висини од 150 m.

## Становништво
Према подацима из 2002. године у насељу је живело 1129 становника, од којих су сви румунске националности.